# مجموعة أجي بادم للرعاية الصحية
مجموعة أجي بادم للرعاية الصحية ( بالتركية: Acıbadem Sağlık Grubu) هي مؤسسة رعاية صحية تركية، تعمل مع 17.000 موظف. وهي تتألف من 21 مستشفى و 16 مركزًا طبيًا. تتكون المجموعة من شبكة من المستشفيات العامة والمراكز الطبية والعيادات الخارجية ومركز طب العيون والمختبرات المختلفة.
إلى جانب شراكتها مع مستشفى إسطنبول الدولي وعيادة إيتيلر الدولية للمرضى الخارجيين، تمتلك هذه المجموعة مستشفيات في إسكي شهر وأمستردام وبودروم ومسلك وبشكطاش. وقد تأسست في عام 1992 من قبل محمد علي أيطنلر وأرمغان أوزيل، وترك الأخير المجموعة في عام 2007. لا يزال أيطنلر الرئيس التنفيذي للمجموعة، وأكبر مساهم فيها.

## روابط خارجية
- الموقع الرسمي (بالتركية والإنجليزية)